# Fontenay-le-Marmion
Fontenay-le-Marmion – miejscowość i gmina we Francji, w regionie Normandia, w departamencie Calvados.
Według danych na rok 1990 gminę zamieszkiwało 1375 osób, a gęstość zaludnienia wynosiła 135 osób/km² (wśród 1815 gmin Dolnej Normandii Fontenay-le-Marmion plasuje się na 163. miejscu pod względem liczby ludności, natomiast pod względem powierzchni na miejscu 494.).